# Nenad Stevandić
Nenad Stevandić (srbsky Ненад Стевандић, 12. října 1966, Drvar, SFRJ) je bosenskosrbský politik a lékař. Je v současné době (březen 2025) předsedou Národní skupštiny Republiky srsbké, tj. parlamentu uvedené entity. Dříve byl členem Srbské demokratické strany.

## Životopis
Stevandić se narodil v Drvaru. Vystudoval lékařskou fakultu na univerzitě v Banja Luce v roce 1995. V roce 2002 získal v Bělehradě specializaci otorhinolaryngologie. Účastnil se války v Bosně a Hercegovině.
Po dokončení svých studií získal práci na Univerzitním klinickém centru Republiky srbské, kde pracuje dodnes.
V roce 1990 se stal členem Srbské demokratické strany. V jejích řadách působil sedm let. Znovu se do ní vrátil roku 2008 a ve volbách do národní skupštiny roku 2010 byl zvolen za poslance. Znovu byl zvolen roku 2014. V následujícím roce SDS opustil a založil stranu Jednotná Republika srbská (srbsky Ujedinjena Srpska).
Od listopadu 2022 je Stevandić předsedou Národní skupštiny Republiky srbské. Dne 31. července 2023 na něj uvalily Spojené státy americké sankce na základě exekutivního příkazu č. 14033 s odůvodněním ohrožení regionální bezpečnosti, míru, spolupráce a ohrožování daytonské dohody.
Stevandić a jeho manželka Nataša mají tři děti a vlastní nemovitost v Banja Luce.
V roce 2021 byl během pandemie nemoci COVID-19 na tuto nemoc pozitivní.
Ústřední volební komise Bosny a Hercegoviny zakázala Stevandićově straně Ujedinjena srpska kandidaturu v komunálních volbách v roce 2020 a udělila mu pokutu, důvodem bylo video, které mohlo vyvolávat nenávist.
V březnu 2025 na něj Státní zastupitelství Bosny a Hercegoviny vydalo zatykač spolu s Miloradem Dodikem a Radovanem Viškovićem. Sám Stevandić uvedl, že se vydat policii nehodlá. Důvodem byly zákony, které byly schváleny v bosenskosrbském parlamentu a které jsou dle Vysokého představitele pro Bosnu a Hercegovinu v rozporu s Daytonskou mírovou smlouvou.